# Małgorzata Medycejska
Margherita de' Medici (ur. 31 maja 1612 we Florencji, zm. 6 lutego 1679 w Parmie) – księżniczka Toskanii i poprzez małżeństwo księżna Parmy, Piacenzy i Castro (w 1649 Księstwo Castro zostało podbite przez Państwo Kościelne, którego wcześniej było lennem i wkrótce potem jego stolica została zburzona). W 1635 rządziła jako regentka w Piacenzy w imieniu przebywającego na wojnie męża – Edwarda I. Od 1646 do 1648 w imieniu małoletniego syna Ranuccio II sprawowała regencję w całym jego władztwie (do swojej śmierci 12 lipca 1647 współregentem był szwagier Małgorzaty kardynał Francesco Maria Farnese).
Urodziła się jako druga córka (czwarte spośród ośmiorga dzieci) wielkiego księcia Toskanii Kosmy II i jego żony, wielkiej księżnej Marii Magdaleny Habsburg.
1 października 1628 we Florencji poślubiła księcia Parmy, Piacenzy i Castro Edwarda I. Para miała ośmioro dzieci:
- Katarzynę (1629-1629)
- Ranuccio II (1630-1694), kolejnego księcia Parmy, Piacenzy i Castro
- Aleksandra (1635-1689), przyszłego namiestnika Niderlandów Habsburskich
- Horacego (1636-1656)
- Katarzynę (1637-1684), zakonnicę[4]
- Marię Magdalenę (1638-1693)
- Petro (1639-1677), kardynała
- Ottavio (1641-1641)